# LOVE (河合奈保子のアルバム)
『LOVE』（ラブ）は、河合奈保子が1980年10月10日にリリースした1枚目のオリジナルアルバムである。

## 解説
- ジャケット帯に印刷されているキャッチコピーは「微笑みさわやか、カナリー・ギャル。奈保子のファースト・アルバム！」
- ジャケットの写真は、明星、雑誌・平凡、近代映画の提供であった。
- 当アルバムの「大きな森の小さなお家」、「ハリケーン・キッド」並びに「青い視線」は、シングル盤とは別バージョンである。
- カセットテープ(CAY-1206)のA面B面表記について、カセット本体のラベル、歌詞カードは「SIDE 1」「SIDE 2」という表記に、紙製の外カバーは「Side Ⓐ」「Side Ⓑ」という表記になっている。カセットテープの収録時間はSIDE 1が19分16秒、SIDE 2が18分54秒である。
- 作曲・編曲を船山基紀、馬飼野康二、川口 真、林 哲司、水谷公生らが手掛け、一流スタジオ・ミュージシャンたちが多数参加。2021年9月29日発売のSACDハイブリッド版ではボーナス・トラックとして「大きな森の小さなお家」「ハリケーン・キッド」「青い視線」のシングル・バージョンを追加。[1]

## 収録曲
SIDE A
1. プロローグ（3分46秒）
作詞：竜真知子／作曲：馬飼野康二／編曲：船山基紀
2. 新世紀（3分34秒）
作詞：伊藤アキラ／作曲：水谷公生／編曲：船山基紀
3. 大きな森の小さなお家（3分44秒）
作詞：三浦徳子／作曲・編曲：馬飼野康二
4. 青い視線（4分35秒）
作詞：伊藤アキラ／作曲・編曲：川口真
5. フォーエバー・マイ・ラブ（3分37秒）
作詞：竜真知子／作曲：水谷公生／編曲：船山基紀

SIDE B
1. ヤング・ボーイ（3分40秒）
作詞：竜真知子／作曲：水谷公生／編曲：船山基紀
2. 甘いささやき（4分12秒）
作詞：櫛田露孤・伊藤アキラ／作曲：川口真／編曲：船山基紀
3. ハリケーン・キッド（3分39秒）
作詞：三浦徳子／作曲・編曲：馬飼野康二
4. 素肌の季節（3分38秒）
作詞：伊藤アキラ／作曲・編曲：川口真
5. LOVE（3分45秒）
作詞：竜真知子／作曲：林哲司／編曲：船山基紀

SACDハイブリッド版追加収録曲
1. 大きな森の小さなお家(シングル・ヴァージョン)（3分45秒）
作詞：三浦徳子／作曲：馬飼野康二／編曲：馬飼野康二
2. ハリケーン・キッド (シングル・ヴァージョン)（3分41秒）
作詞：三浦徳子／作曲：馬飼野康二／編曲：馬飼野康二
3. 青い視線 (シングル・ヴァージョン)（4分33秒）
作詞：伊藤アキラ／作曲：川口 真／編曲：川口 真